# Policarpo II de Bizancio
Policarpo II (en griego: Πολύκαρπος Β΄, muerto en 144) sucedió a Félix como obispo de Bizancio, durante el gobierno del emperador Antonino Pío.
Acerca de su período de obispado,  las fuentes antiguas indican que permaneció en el cargo durante diecisiete años, pero el historiador Nicéforo Calixto menciona que sólo estuvo tres años (141-144).
Su sucesor fue Atenodoro. Las reliquias de Policarpo II se mantuvieron en un ataúd de mármol.